# 物競天擇2
《物競天擇2》是一個多人電子遊戲，它結合了第一人稱射擊和即時戰略。它被設置在一個科幻宇宙，在其中人類團隊在大型並複雜的室內設施與外星團隊戰鬥，試圖搶奪資源與領土。

## 遊戲
如同一代《物競天擇》一樣，《物競天擇2》分為兩隊玩家，Kharaa（外星生物）和海軍陸戰隊，遊戲成功條件是摧毀對方的基地。雖然兩隊都有相同的基本目標，但是兩隊的遊戲方式是迥然不同。海軍陸戰隊員在很大程度上依靠槍支和其他技術來消滅外星生物的存在。而外星生物則主要依靠近戰攻擊。某些外星生命種類可以在牆壁上行走，飛行，甚至瞬移。玩家也有他們用來購買裝備或進化的一個貨幣體系。海軍陸戰隊的資源是共享的，而外星生物的則是各自區分開來。
區分《物競天擇》與其他第一人稱射擊題材的主要特點是它的戰略組成部分。雙方隊伍都有一個玩家作為一名指揮官，指揮模式是一個自上而下的全地圖俯視圖，並且是以即時戰略的角度來玩遊戲。指揮官可以用資源來建立建築物，研究、升級能力，或以各種方式來及時支援他的團隊（空投補血包和彈藥包，或豎立的牆壁，阻擋敵人的行動），在《物競天擇》的建築物被設計為幫助玩家提升他們的進攻、防禦、隱身和速度能力等。

## 發展
專為遊戲開發的遊戲引擎最初被稱為“Evolution”，後被更名為“Spark”。遊戲引擎使用的Lua腳本語言，可以很容易地由多個第三方庫來擴展遊戲的力學、物理支持。該遊戲於2006年10月正式宣布。
未知世界（Unknown Worlds）是《物競天擇》的創造者新成立的公司。Charlie ‘Flayra’ Cleveland 繼續研發遊戲，而 Cory Strader（NS的概念藝術家）將繼續他的工作，也將貢獻概念藝術品。
- 2006年12月1日 宣布的第一次重大宣布一個可能的新功能，名為“動態侵擾”（Dynamic Infestation）。一個包含動態侵擾的影片於未知世界的研發部落格被張貼公布。
- 2007年8月31日 麥克斯麥圭爾(Max McGuire)和查理克利夫蘭(Charlie Cleveland)的播客被釋放。這些音頻自從被釋出後陸陸續續有不定時的更新。他們討論發展過程，資金和重點，並作為訪談的基礎。
- 2008年4月6日 成立了未知世界（Unknown Worlds）辦公室
- 2008年7月10日 未知世界宣布他們的從Source引擎轉移到自主研發被稱為“星火”的引擎，概念作品時常發布在未知世界的研發部落格。
- 2009年10月 未知世界證實計劃支持Mac OS X與Linux平台。
- 2010年2月 未知世界煩惱宣布，遊戲發布初期並不會支持Mac OS X、Linux和Xbox。另據透露，《物競天擇》在前期訂單積累了超過20萬美元，通過天使投資50萬美元。
- 2010年4月9日 一個獨立的引擎打造成為其中包括外部地圖製作工具。在5月7日，引擎構建開始使用Steam作為其主要的分發與更新源。
- 2010年7月13日 宣布一個非公開的alpha測試版本將於2010年7月26日通過Steam發布給所有特別版預購的客戶。此版本將是隨著遊戲開發來持續更新，最終將會成為測試版本。隨後版本的遊戲將充分釋放。
- 2010年11月18日 UWE(Unknown Worlds Entertainment)更新從非公開的alpha測試狀態，改為允許任何曾購買預購版本遊戲的人來進行測試，隨著此消息公布之後帶來了額外一萬份預購並進入測試。這主要是帶來更多的資金。
- 2010年7月26日 alpha測試開始，由那些預先訂購“特別版”遊戲的玩家，能夠通過Steam來激活。
- 2012年10月31日 在Steam上發布了比賽。

## 評價
《物競天擇2》在第一週售出144,000份，收入超過100萬美元。普遍受到好評，並取得 80 Metascore 的評分成績。

## 相關
- 物競天擇